# Lantana pospolita

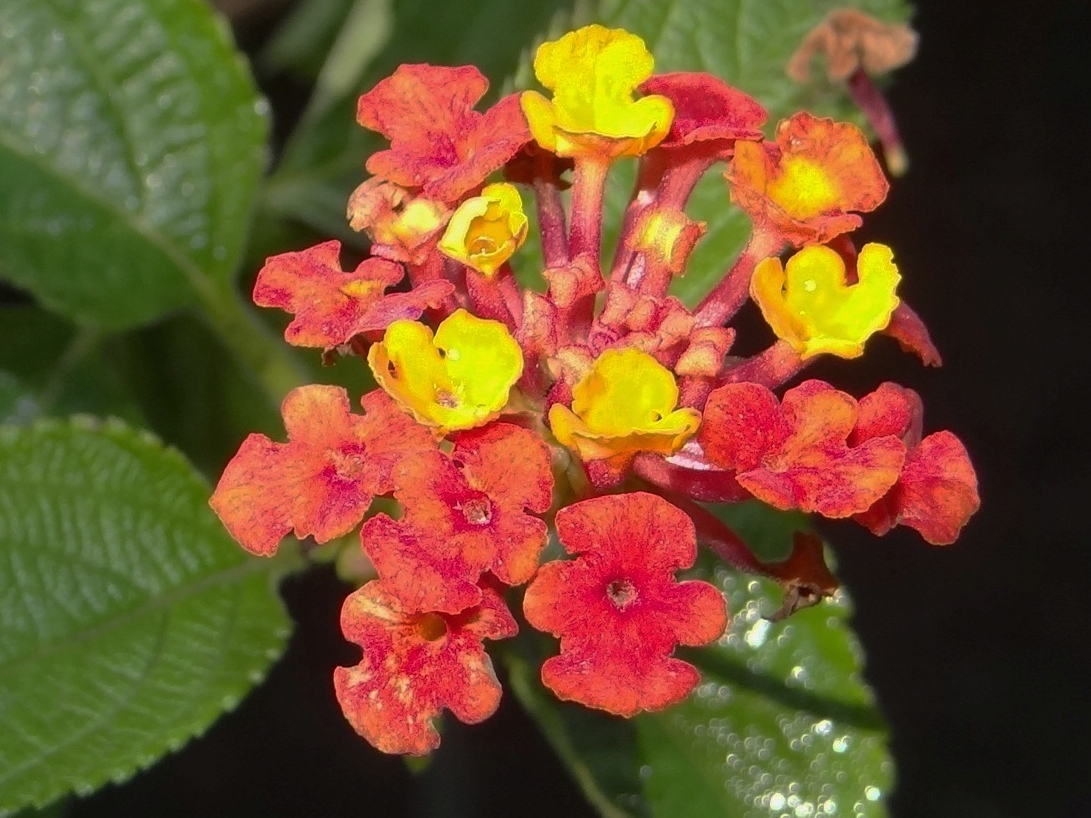
Kwiaty zmieniają barwę podczas kwitnienia

Lantana pospolita (Lantana camara L.) – gatunek rośliny z rodziny werbenowatych (Verbenaceae).  Pochodzi z Ameryki  Południowej (Wenezuela, Kolumbia), Karaibów, Ameryki Środkowej i Meksyku. Zawleczony został we wszystkich rejonach tropikalnych i subtropikalnych. Uznany został za jeden ze 100 najbardziej inwazyjnych gatunków na świecie.

## Morfologia i biologia
PokrójWiecznie zielony półkrzew osiągający 3 m wysokości.
ŁodygaCzterokanciasta, z nielicznymi zagiętymi cierniami, słabo drewniejąca.
LiścieUlistnienie naprzeciwległe, liście jajowate, o długości do 10 cm. Mają pomarszczoną blaszkę liściową, brzegi piłkowane i szorstko owłosione. Roztarte nieprzyjemnie pachną.
KwiatyWyrastają w główkowatych kwiatostanach na szczycie łodygi, Są różniej wielkości: zewnętrzne kwiaty mają 8–10 mm średnicy i nierówne płatki korony, wewnętrzne są mniejsze i bardziej regularne. Kwitnie od wiosny do jesieni, najwcześniej zaczynają kwitnąć kwiaty zewnętrzne, na koniec środkowe. Charakterystyczną cechą jest, że podczas kwitnienia kwiaty zmieniają swoją barwę z żółtej, przez pomarańczową, na czerwoną.
OwoceCzarne pestkowce o kulistym kształcie i średnicy 5–7 mm. W środku mają 1–2 nasiona, które roznoszone są przez ptaki (ornitochoria).
Roślina trującaTrujące są wszystkie części rośliny.

## Znaczenie
- Roślina ozdobna. Pospolicie uprawiana w krajach o ciepłym klimacie, przy czym obecnie oferuje się w sprzedaży odmiany mniej inwazyjne[7]. Wprowadzana jest do uprawy również w Polsce, uprawiana w pojemnikach dobrze nadaje się na balkony, tarasy, werandy, jednakże w Polsce nie jest w stanie przetrwać zimy i musi być zimą przetrzymywana w pomieszczeniach. Jesienią przed przeniesieniem należy ją przyciąć[6].
- Ma własności allelopatyczne, hamuje wzrost innych roślin w swoim otoczeniu[8].
- Sprowadzana jako roślina ozdobna, okazała się uciążliwym chwastem (może rosnąć w szerokim zakresie warunków klimatycznych i siedliskowych, obficie rozmnaża się generatywnie i wegetatywnie, łatwo regeneruje po uszkodzeniach, ma właściwości allelopatyczne, przez co skutecznie konkuruje z rodzimymi gatunkami i jako roślina trująca nie jest zjadana przez zwierzęta). W Indiach znana jako Curse of India (ang. przekleństwo Indii)[7].
- W medycynie ludowej wywar z liści jest używany przy obrzękach i bólach ciała. Kora jest cierpka i używana jako balsam przy leczeniu wrzodów w trądzie. W badaniach na zwierzętach doświadczalnych stwierdzono, że uzyskane z liści alkaloidy powodują obniżenie ciśnienia krwi, przyspieszenie oddychania i stymulują ruchy jelit[8].